# Anna Karolina Orzelska
Anna Karolina Orzelska (23 noiembrie 1707 – 27 septembrie 1769) a fost fiica nelegitimă a regelui August al II-lea al Poloniei și a Henriette Rénard.